# The Wacken Carnage
The Wacken Carnage è i primo DVD live della band Death metal Bloodbath. La sessione di registrazione è nella cittadina di Wacken, piccola cittadina della Germania, durante il festival denominato Wacken Open Air. La loro apparizione avvenne il 6 agosto.

## Tracce
1. Intro – 0:24
2. Cancer of the Soul – 3:49
3. So You Die – 4:28
4. Soul Evisceration – 4:03
5. Ways to the Grave – 3:54
6. Ominous Bloodvomit – 4:36
7. Like Fire – 5:01
8. Bastard Son of God – 3:09
9. Breeding Death – 5:12
10. Outnumbering the Day – 4:05
11. Brave New Hell – 4:35
12. Furnace Funeral – 5:19
13. Eaten – 4:20

## Formazione
1. Mikael Åkerfeldt - voce
2. Dan Swanö - chitarra
3. Anders Nyström (inizialmente conosciuto come "Blackheim" o come "Blakkheim") - chitarra
4. Jonas Renkse - basso
5. Martin Axenrot - batteria